# Ahmad Birrul Walidain
Ahmad Birrul Walidain (sinh ngày 14 tháng 12 năm 1995) là một cầu thủ bóng đá người Indonesia hiện tại thi đấu cho Persela Lamongan ở Liga 1.

## Sự nghiệp

### Persela Lamongan
Anh có màn ra mắt ở Liga 1 ngày 16 tháng 4 năm 2017 trước PSM Makassar.